# Raguenard
Raguenard (Raginardus) est un évêque de Coutances de la fin du IXe siècle.

## Biographie
Son prédécesseur Lista est tué lors de la prise de Saint-Lô vers 888/890. Raguenard s'installe avec son clergé à Rouen. Le roi Eudes de France lui cède l'église Saint-Sauveur qui devient église Saint-Lô, et qui sera le siège de l'évêché de Coutances jusqu'au milieu du XIe siècle.